# أمين عبد الهادي
أمين عبد الهادي(1897-1967) سياسي فلسطيني، ولد في مدينة جنين، أنهى دراسته في الأستانة، حصل على إجازة في الحقوق وكان عضواً في البرلمان العثماني، عُين في عهد الإنتداب البريطاني عضواً في المجلس الاستشاري (المؤقت) لحين تأسيس مجلس رسمي يعنى بقضايا الحكم الذاتي في مايو 1923، تم تعيينه عضواً في المجلس الإسلامي الأعلى عام 1929، وتولى منصب رئيس المجلس الإسلامي الأعلى في القدس في 20 ديسمبر 1948، انتقل إلى القاهرة في أواخر الستينات، وأقام فيها حتى وفاته.
هو العضو الأول للمجلس الإسلامي الأعلى في فلسطين في الأربعينيات، وكان رئيساً للجنة الأوقاف الثلاثية التي تسيطر على شؤون المجلس الأسلامي الأعلى والأوقاف .

## رحلته إلى روما
في 18 تموز عام 1946 سافر أمين بيك عبد الهادي مع وفد مرافق له إلى مصر للقاء القاصد الرسولي لوضع بعض الترتيبات لزيارة مدينة الفاتيكان وبعدها توجه إلى روما. استقبلوا في روما من قبل راهبان أوفدهما شقيق البطريك برلسينا بطريك طائفة اللاتين في القدس ونزلوا في فندق منيرفا الذي اشتهرا بذلك الوقت لنزلاء الفاتيكان من رجال الدين فتم مقابلتهم من قبل الرئيس العام لليسوعيين في العالم الذي بارك مسعاهم، ومن ثم توجهوا الى الفاتيكان واستقبلهم المونسنيور فاليرى وكان قاصدا رسولياً سابقاً في مصر وفلسطين وكانت هذه الرحلة تتسم بالتسامح، وقد رتبت المقابلة يوم الجمعة من شهر آب ولكن كانت لفتة قداسة البابا عند علم أن الوفد يضم رجال دين من مسيحين ومسلمين قال إن يوم الجمعة هو عطلة المسلمين ويوم الأحد هو عطلة المسيحيين فلا يصح لي اجراء مقابلة فيهما وتم تأجيلها إلى يوم السبت 3 آب فتم استقبالهم بمظاهر الحفاوة والمراسم ووصلوا إلى مكتب قداسته وبعدها تم تقديم بياناً موجزاً باللغة العربية وقدمت له ترجمة باللغة اللاتينية لشرح مذكرة القضية الفلسطينية قضية العرب ومذكرات اخرى تتعلق بالقضية قدمت في حينه.
كان قداسته شديد الإنتباه يتنقل بصره بين أعضاء الوفد وسأل عن صفة كل منهما وتم إهدائهم بنهاية الزيارة ميداليات فضية صكت على ناحيتها صورة لقداسته وعلى الناحية الأخرى صورة السامري الطيب. وقال الحبر الأعظم مجيباً على المذكرة وناوله بياناً باللغة الفرنسية الذي تولى السيد يوسف صهيون الحديث باللغة الفرنسية فشرح بإيجاز قضية العرب في فلسطين وأهمية مكانتها الدينية.